# Gabriel Soto
Gabriel Soto Díaz (Cidade do México, 17 de abril de 1975) é um ator mexicano.

## Biografia
Gabriel é filho de Elisa Díaz Lombardo e de Francisco Soto-Borja Anda.
Estudou no Colégio Britânico (Academia Edron), na esperança de um dia estudar na Universidade de Harvard. Após terminar a nível na Academia Edron, Gabriel recebeu uma oportunidade de estudar economia em Harvard. Porém, decidiu dedicar-se à carreira de modelo. Ele trabalhou no início da carreira para nomes como Hugo Boss, Armani, Tommy Hilfiger, Versace, e muitos outros.
Em 1996 decidiu entrar para um concurso de modelos. Ele ganhou o concurso nacional masculino "El Modelo México" e representou o seu país no Mister Mundo do mesmo ano, quando ele conquistou primeiro lugar. Após a competição, em 1996, Gabriel começou sua carreira atuando na telenovela Mi querida Isabel na Televisa.
Depois de terminada a telenovela, Gabriel recebeu a oportunidade de ser um dos membros da banda Kairo. Ele substituiu membro original, Eduardo Verástegui, que queria focar sua carreira de ator. Enquanto os outros dois membros originais, Jean Paul Forat Morales e Francisco Carlos González Zorrilla foram substituídos pelo membro do grupo ex-Tierra Cero, Paulo César Quevedo de la Vega e Roberto Martínez Assad, respectivamente.
Isso fez do grupo "Kairo" completamente novo porque todos os membros originais foram substituídos. O grupo foi muito bem sucedido na América Latina.
Após ter sido exposto ao mundo como cantor, mais e mais pessoas queriam ver a sua imagem. Então ele fez contratos de imagem para empresas tais como a Trident Gum, Air Toner products, Kazzan e muitos outros. Ele também apareceu em várias revistas, tais como Men's Health e People en español. Gabriel Soto também foi o novo rosto da Definite e NeoSkin produtos.
Em 2001, ele retomou sua carreira atuando em muitas telenovelas, como Amigas y rivales, com o seu bem sucedido papel de Ulises Barrientos "El feo", que mais tarde sofre uma transformação e fica bonito, atuando com Ludwika Paleta e Adamari López. Em 2004 protagonizou a novela Mujer de madera e atuou junto com Jaime Camil, Edith González e Ana Patrícia Rojo.
Em 2005, Gabriel era um dos concorrente no popular programa de dança "Bailando por un Sueño". Ele chegou longe na competição com a sua parceira, mas não venceu.
Em 2008, integrou o elenco da novela Querida enemiga atuando ao lado de Ana Layevska, Jorge Aravena e Carmen Becerra.
Em 2009, interpretou Fernando Alanis em Sortilegio, atuando com William Levy, Jacqueline Bracamontes, David Zepeda e Daniela Romo.
No final de 2010, chegou a ser confirmado como protagonista da novela La fuerza del destino. Porém, o personagem acabou ficando com David Zepeda, por decisão da produtora Rosy Ocampo. Gabriel permaneceu na trama, mas com outro personagem.
Em 2012, protagonizou a telenovela Un refugio para el amor, junto com Zuria Vega.
Em 2014, protagonizou junto com Adriana Louvier a segunda versão da novela Yo no creo en los hombres.
Em 2015, entra para o elenco da segunda fase da novela Antes muerta que Lichita.
Em 2016, Gabriel protagoniza a novela Vino el amor, junto com Irina Baeva.
Em 2017, ele participa da telenovela Caer en tentación, contracenando com Carlos Ferro, Adriana Louvier e Silvia Navarro.

## Filmografia

### Televisão

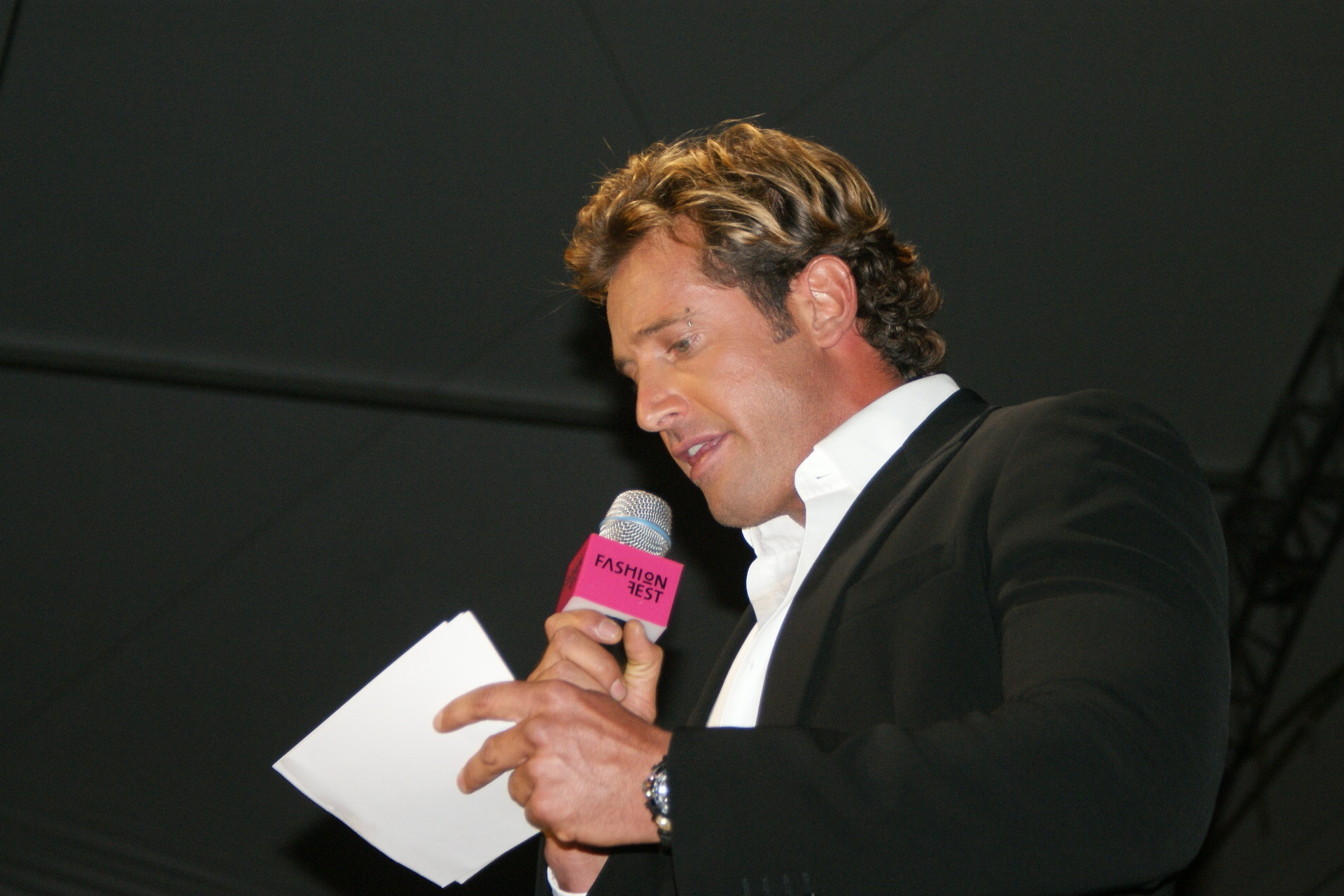
Gabriel Soto em 2008.

| Ano  | Título                               | Personagem                                      | Notas                    |
| ---- | ------------------------------------ | ----------------------------------------------- | ------------------------ |
| 1996 | Mi querida Isabel                    | Juan                                            |                          |
| 1999 | Alma rebelde                         | Vladimir                                        |                          |
| 2000 | Carita de ángel                      | Rogelio Alvarado Gamboa                         |                          |
| 2000 | Mi destino eres tú                   | Nicolás                                         |                          |
| 2001 | Amigas y rivales                     | Ulises "El Feo" Barrientos                      |                          |
| 2002 | Las vías del amor                    | Adolfo Lascuráin / Nicolás Quesada Barragán     |                          |
| 2004 | Mujer de madera                      | Carlos Gómez                                    |                          |
| 2006 | La verdad oculta                     | David Genovés Ordóñez                           |                          |
| 2007 | Bajo las riendas del amor            | Juan José Álvarez                               |                          |
| 2008 | Querida enemiga                      | Alonso Ugarte Solano                            |                          |
| 2009 | Sortilegio                           | Fernando Alanís                                 |                          |
| 2011 | La fuerza del destino                | Camilo Galván                                   |                          |
| 2012 | Un refugio para el amor              | Rodrigo Torreslanda Fuentes-Gil                 |                          |
| 2013 | Libre para amarte                    | Enrique del Pino                                |                          |
| 2014 | Qué pobres tan ricos                 | Ele mesmo                                       |                          |
| 2014 | Yo no creo en los hombres            | Maximiliano Bustamente                          |                          |
| 2015 | Yo no creo en los hombres: El origen | Maximiliano Bustamente                          | Programa especial        |
| 2015 | Antes muerta que Lichita             | Santiago de la Vega                             |                          |
| 2016 | Vino el amor                         | David Robles Morán                              |                          |
| 2017 | Caer en tentación                    | Damián Becker Franco                            |                          |
| 2017 | Renta congelada                      | Estéfano                                        |                          |
| 2018 | Mi marido tiene más familia          | Ernesto "Neto" Rey / Ernesto "Neto" Córcega Rey | Temporada 2              |
| 2018 | Mi propósito eres tú                 | Ernesto "Neto" Rey / Ernesto "Neto" Córcega Rey | Especial da Televisa     |
| 2019 | Vecinos                              | Pietro Massomi                                  | Episódio: "Primera cita" |
| 2019 | Cita a ciegas                        | Alfredo Obando                                  |                          |
| 2019 | Soltero con hijas                    | Nicolás "Nico" Contreras Alarcón                |                          |
| 2021 | Te acuerdas de mí                    | Pedro Cáceres / Pedro Ledezma                   |                          |
| 2022 | Amor dividido                        | Maximiliano "Max" Stewart Doar                  |                          |
| 2022 | La madrastra                         | Nicolás Escalante                               |                          |
| 2022 | Mi camino es amarte                  | Guillermo "Memo" Santos Pérez                   |                          |
| 2023 | Vencer la culpa                      | Leandro Govea Cardenal                          |                          |
| 2025 | Monteverde                           | Oscar León                                      |                          |

### Cinema
| Ano  | Título                   | Personagem |
| ---- | ------------------------ | ---------- |
| 2007 | Ladrón que roba a ladrón | Aníbal     |
| 2016 | La peor de mis bodas     |            |

## Teatro
- ¿Por qué los hombres aman a las cabronas? (2016-2017) - Jorge
- Sortilegio, el show (2010) - Fernando Alanís

## Discografia
Com Kairo
- Libres (1997)
- Pasiones (1998)

Com Laura Flores
- Desde mi Corazón (2012)

## Prêmios e Indicações
| Ano  | Festival                      | Categoria                   | Nomeações                 | Resultado |
| ---- | ----------------------------- | --------------------------- | ------------------------- | --------- |
| 2002 | Prêmio TVyNovelas             | Melhor Revelação Masculina  | Amigas y rivales          | Venceu    |
| 2002 | Prêmio Los Favoritos del 2002 | Melhor Ator Jovem           | Amigas y rivales          | Venceu    |
| 2003 | Prêmio TVyNovelas             | Melhor Ator Coadjuvante     | Las vías del amor         | Indicado  |
| 2005 | Prêmio TVyNovelas             | Melhor Ator Protagonista    | Mujer de madera           | Indicado  |
| 2010 | Prêmio TVyNovelas             | Melhor ator co-protagonista | Sortilegio                | Indicado  |
| 2013 | Prêmio TVyNovelas             | Melhor ator protagonista    | Un refugio para el amor   | Indicado  |
| 2015 | Prêmio TVyNovelas             | Melhor ator protagonista    | Yo no creo en los hombres | Indicado  |
| 2015 | Prêmio ACE de Nova York       | Melhor Ator                 | Yo no creo en los hombres | Venceu    |
| 2015 | Prêmios Bravo                 | Melhor Ator                 | Yo no creo en los hombres | Venceu    |
| 2018 | Prêmio TVyNovelas             | Melhor Ator Protagonista    | Caer en tentación         | Indicado  |